# Xipu, Sichuan
Xipu (kinesiska: 犀浦, 犀浦镇) är en sockenhuvudort i Kina. Den ligger i provinsen Sichuan, i den sydvästra delen av landet, omkring 14 kilometer nordväst om provinshuvudstaden Chengdu. Antalet invånare är 123 344. Befolkningen består av 59 836 kvinnor och 63 508 män. Barn under 15 år utgör 7,0 %, vuxna 15-64 år 87 %, och äldre över 65 år 4,0 %.
Runt Xipu är det mycket tätbefolkat, med 3 494 invånare per kvadratkilometer. Närmaste större samhälle är Chengdu, 13,6 km sydost om Xipu. Trakten runt Xipu består till största delen av jordbruksmark.
Genomsnittlig årsnederbörd är 1 209 millimeter. Den regnigaste månaden är juli, med i genomsnitt 359 mm nederbörd, och den torraste är december, med 6 mm nederbörd.